# 彼得一世 (保加利亚)
彼得一世（保加利亞文：Петър I，？—969年）保加利亚沙皇（927年—969年在位）。保加利亞汗和沙皇西美昂一世西蒙大帝与後妻之子和继承者。
927年5月27日西蒙大帝突然去世；当时罗马教廷正调停克羅地亞与保加利亚的停战，罗马教廷代表加冕彼得一世繼任為保加利亞沙皇。彼得為人軟弱放縱，他匆忙與拜占庭講和，他與拜占庭帝國皇帝羅曼努斯一世長子赫里斯托弗·羅曼努斯的女兒玛丽亚·伊琳娜结婚，以巩固两国关系。拜占庭与保加利亞講和后，拜占庭由于无需克羅地亞的合作对抗保加利亞，于是限制克羅地亞对拜占庭帝国控制的沿亚得里亚海东边港口的看顾。克羅地亞的港口收入减少；加上克羅地亞君主托米斯拉夫一世的继承者没有他的力量；因而克羅地亞与保加利亚维持講和。
彼得一世面臨兄弟們的叛亂，幾經艱辛平定內亂；例如西蒙大帝与前妻之子、彼得一世兄米哈伊爾起兵，不久突然去世。930年後，彼得一世又要面對馬札爾人的入侵。另外早前曾经投靠西蒙大帝与率保加利亞军凯旋西征的塞爾維亞人领袖察斯拉夫·卡羅尼米洛維奇，估计乘彼得一世统治混乱的机会，逃出保加利亞。当时他得到拜占庭帝國暗中支持下的獨立起義，最終塞爾維亞人成功爭取獨立。
960年後，其妻瑪麗亞·伊琳娜逝世，羅曼努斯一世早已被廢黜，彼得一世與拜占庭帝國的關係惡化。966年，拜占庭帝國皇帝尼基弗魯斯二世拒絕向第一保加利亞王國進貢，戰爭立即爆發。拜占庭帝國聯合基輔大公斯維亞托斯拉夫·伊戈列維奇南北夾攻第一保加利亞王國，基輔公國的大軍很快攻佔了位於多瑙河河口的城市普列斯拉夫（第一保加利亞王國的首都）。有一段時間，看起來他幾乎要囊括整個保加利亞，把這個國家變成基輔羅斯的一部分。彼得一世只好退位成為僧侶，由其子鮑里斯二世繼承王位。970年1月30日，彼得一世逝世。由於彼得一世在位時在第一保加利亞王國內反对波格米勒派的主張，彼得一世死后不久即被保加利亚东正教会宣布为圣徒。
| 前任： 西美昂一世 | 保加利亚君主列表 | 继任： 鲍里斯二世 |